# Gordon Skalvy
Gordon Skalvy (* 5. März 1997) ist ein österreichischer Leichtathlet, der sich auf den Hürdenlauf spezialisiert hat.

## Sportliche Laufbahn
Erste internationale Erfahrungen sammelte Gordon Skalvy im Jahr 2013, als er bei den European Youth Olympic Games (EYOF) in Utrecht mit gelaufenen 14,10 Sekunden im 110-Meter-Hürdensprint die Bronzemedaille gewann.
2015 nahm Gordon Skalvy an den Junioreneuropameisterschaften in Eskilstuna teil und belegte den 19. Platz.
In den Jahren 2013 bis 2016 wurde Skalvy österreichischer Meister seiner Altersklasse über 110 Meter Hürden im Freien und über 60 Meter Hürden in der Halle.

## Persönliche Bestleistungen
- 110 Meter Hürden: 14,65 s, 3. Juni 2021 in St. Pölten
- 60 Meter Hürden: 8,37 s, 29. Januar 2022 in Linz